# Salvatore Bellomo
Salvatore Bellomo (Hornu, 18 juni 1951 - 9 november 2019) was een Belgisch professioneel worstelaar van Italiaanse afkomst. Hij was meer dan drie decennia lang actief in de worstelwereld.

## In worstelen
- Finishers
  - Mule Kick

- Managers
  - The Cosmic Commander

## Erelijst
- NWA All-Star Wrestling
  - NWA Canadian Tag Team Championship (2 keer; 1x met Mike Sharpe en 1x met Bill Cody)
  - NWA Pacific Coast Heavyweight Championship (1 keer)

- NWA Hollywood Wrestling
  - NWA Americas Tag Team Championship (1 keer met Victor Rivera)

- World Xtreme Wrestling
  - WXW Heavyweight Championship (1 keer)
  - WXW Tag Team Championship (1 keer met The Mad Russian)